# Vanuatu en los Juegos Olímpicos de Londres 2012
Vanuatu estuvo representado en los Juegos Olímpicos de Londres 2012 por cinco deportistas, tres hombres y dos mujeres, que compitieron en tres deportes.
La portadora de la bandera en la ceremonia de apertura fue la jugadora de tenis de mesa Anolyn Lulu. El equipo olímpico vanuatuense no obtuvo ninguna medalla en estos Juegos.